# Pau Ribes
Pau Ribes Culla (né le 1er septembre 1995) est un nageur synchronisé espagnol.
Il remporte deux médailles de bronze, en duo mixte libre et en duo mixte technique, avec Berta Ferreras, lors des Championnats d’Europe 2016 à Londres et lors des Championnats d’Europe 2018 à Glasgow.
Il est médaillé d'argent en duo mixte technique avec Emma García aux Championnats d'Europe de natation 2020 à Budapest.